# Afaloicai (Ort, Uatucarbau)
Afaloicai (ehemals Nova Benfica) ist eine osttimoresische Siedlung im Suco Afaloicai (Verwaltungsamt Uatucarbau, Gemeinde Viqueque). Das Dorf wird auch Uatucarbau (Watu-Carbau, Watucarbau, Hato Carbau, Uato Carbau, Uata Carbau, Uato Carabau, Uatocarabau, Uatucarbau, Uato-Carabau) genannt.

## Geographie und Einrichtungen
Das Dorf Afaloicai liegt im Osten der Aldeia Aimerahun, auf einer Meereshöhe von 443 m, etwa 38 km Luftlinie östlich von der Gemeindehauptstadt Viqueque und etwa 120 km südöstlich von der Landeshauptstadt Dili. Direkt am Ort verlaufen die Grenzen zu den Aldeias Daralari und Cai Uailita, deren Hauptsiedlungen Ausdehnungen des Dorfes Afaloicai sind.
Hier befindet sich die Grundschule Escola Básica Central (EBC) de 28 Novembro, ein Hospital und ein Hubschrauberlandeplatz für Notfälle. Im Osten des Dorfplatzes liegt die Kirche Igreja de Nossa Senhora de Fátima.

## Geschichte

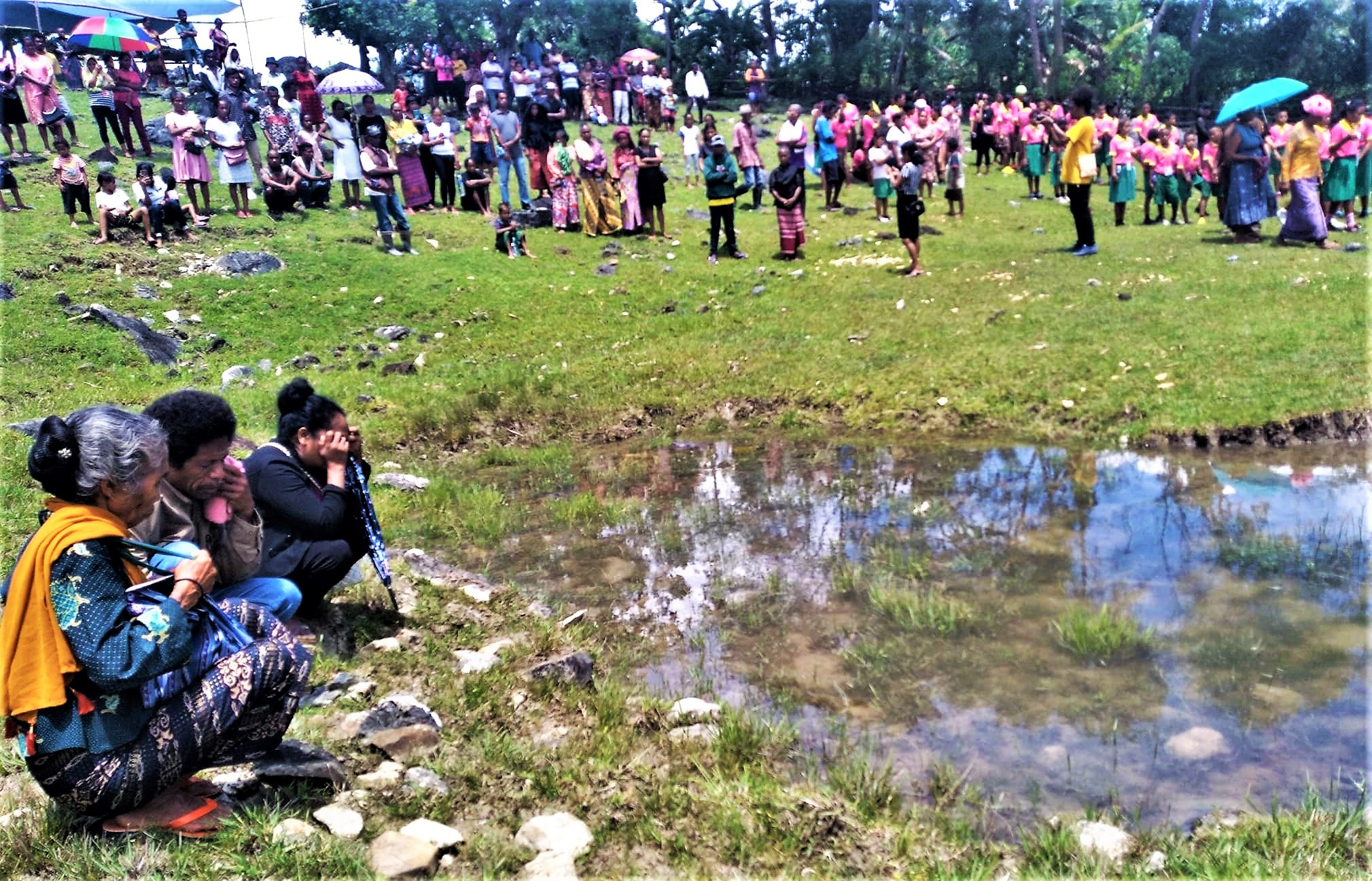
Gedenkfeier in Garaulu

In der Kolonialzeit war Afaloicai das Zentrum des Verwaltungsamtes Uatucarbau. Heute liegt der Verwaltungssitz im Suco Irabin de Baixo. 1936 wurde Afaloicai von den Portugiesen in Nova Benfica umbenannt. Doch der Name setzte sich nicht durch und einige Jahre nach dem Zweiten Weltkrieg kehrte man zum alten Namen zurück.
Bei der indonesischen Invasion flohen die Bewohner des Dorfes Afaloicais in Camps am Matebian. Nach deren Zerstörung kehrten sie am 22. November 1978 in ihr Dorf zurück. Dort wurde ihnen von Soldaten des indonesischen Infanteriebataillons 502 befohlen, sich auf einem Feld zu versammeln. Die Soldaten wählten 13 kräftig aussehende Männer aus, die als TBOs dienen sollten. Sie wurden in das ehemalige portugiesische Verwaltungsgebäude gebracht, wo sie gefesselt und verhört wurden, während man sie mit Elektroschocks folterte. Währenddessen wurden fünf Hansip angewiesen, Gräber für die 13 Männer an einem Ort namens Garaulu (Gara-Ulu) auszuheben. Nach zwei Tagen Verhör wurden die Gefangenen am 22. November nach Garaulu gebracht und von den Soldaten erschossen. Danach wurden die Toten von den Hansip begraben. Eine andere Quelle gibt an, die Leichen seien ins Wasser geworfen worden. Einer der Hansip sagte später aus, dass es sich bei den Ermordeten um einfache Kämpfer der FALINTIL gehandelt hatte.
Im Ort Afaloicai gab es Ende 1979 ein indonesisches Lager für Osttimoresen, die zur besseren Kontrolle von den Besatzern umgesiedelt werden sollten.